# Bussac-sur-Charente

Bussac-sur-Charente este o comună în departamentul Charente-Maritime, Franța. În 1 ianuarie 2022 avea o populație de 1.313 de locuitori.